# Negicco
Negicco (ねぎっこ, le nom du groupe s'écrivant officiellement à l'occidentale) est un groupe féminin d’idoles japonaises formé en juillet 2003, actuellement composé de trois membres : Nao☆, Megu et Kaede.
Originaire de la préfecture de Niigata au Japon, le groupe est produit par l'agence Negi-pro et a été créé à l’origine dans le cadre d’une campagne promotionnelle pour les poireaux de cette région : le mot « negi » (ねぎ) signifie « poireau » en japonais. « Negicco » signifiant « Les filles poireaux ».

## Histoire
Le groupe est formé en juillet 2003 par quatre très jeunes filles : Megu, Nao☆, Kaede et Miku.
Les jeunes filles font leurs débuts avec le single Koi Suru Negikko (恋するねぎっ娘, ou Koi Suru Negi Musume) sorti en 2004. Le groupe sort plusieurs singles sous un petit label mais ces derniers ne figureront dans aucun classement de l'Oricon.
Miku quitte le groupe en novembre 2006. Elle est remplacée par Misaki le mois suivant. Cette dernière obtient son diplôme et quitte le groupe en avril 2008. Les seuls membres représentants du groupe restent les membres originaux : Megu, Nao☆ et Kaede.
La diffusion de leur nouvelle émission de radio sur FM Kento et Ustream a débuté en septembre 2008.
Negicco remporte pour la première fois en 2010 le Grand Prix aux U.M.U Award (ja) (prix récompensant les artistes « idols »).
Negicco signe en 2011 avec le label T-Palette Records (label destiné aux idoles et nouvellement fondée la même année) en même temps que le duo d'idoles Vanilla Beans,. Le groupe sort ses disques sous ce label depuis juin 2011 et ses derniers figurent désormais dans les classements des ventes de l'Oricon.
Le groupe d’idoles collabore avec un autre groupe d'idoles hy4 4yh sur le single Kanzen Kouryaku sorti en mars 2012.
Après plusieurs singles, des mini-albums et une compilation, le tout premier album studio de Negicco Melody Palette sort le 17 juillet 2013 et célèbre ainsi le 10e anniversaire du groupe. Peu après, Negicco se produit en concert le 10 août au Shinjuku Blaze à Tokyo pour le live "Negicco 10th Anniversary Party" pour célébrer les dix ans d’activité du groupe. En décembre 2013, les idoles collaborent avec la marque suédoise de casques audio Coloud pour sortir un nouveau produit intitulé NegicColoud.
En 2014, les membres forment Negipecia, groupe spécial composé des membres de Negicco et d'Especia le temps d'un single pour sortir au mois d'août sous le label T-Palette Records,. Cette collaboration est limitée uniquement à l'été 2014. De plus, les deux groupes d’idoles organisent en commun le live tour 9 Girls! du 9 au 26 août à Osaka, Niigata et Tokyo.
Le groupe est allé en Finlande pour le tournage du clip vidéo du single Hikari no Spur sorti en décembre 2014 ; il est le premier single du groupe à se classer dans le Top 10 de l'Oricon. Le même mois, les filles sont apparues vêtues de kimonos japonais traditionnels dans une publicité télé pour la marque Raku Poi Youki (らくポイ容器) de Sato Kagami Mochi.
En janvier 2015, sort le deuxième album studio intitulé Rice & Snow qui se classe 18e à l'Oricon. S'ajoute à cela en février une tournée Negicco First Tour "Never Give Up Girls!!! ＆ Rice＆Snow" afin de célébrer la sortie de ce deuxième opus. En avril 2015, une version vinyle de l'album est mise en vente à partir du 7 avril.
Après l’annonce de la création des NGT48 en janvier 2015 à Niigata, Minami Takahashi et Yui Yokoyama, du groupe populaire AKB48, rendent une visite de courtoisie à Negicco en mars 2015 à sa ville d'origine du groupe. Le mois suivant, T-Palette Records rend hommage au groupe populaire japonais Pizzicato Five avec l’album de reprise intitulé Idol Bakari Pizzicato -Konishi Yasuharu × T-Palette Records qui sort le 22 avril. Negicco a participé à cette compilation avec les groupes d'idoles Vanilla Beans, lyrical school, One Little Kiss ainsi que les Idol Renaissance, en interprétant les chansons les plus populaires de Pizzicato Five. L'album sort en une seule édition.
Nao☆, Megu et Kaede apparaissent dans une publicité TV des sources thermales (onsen) Hatori en mars 2015. Elles ont interprété la chanson officielle Hatori ni Tsuretette (葉渡莉に連れてって).
En plus de ses activités en tant qu’idole, Kaede étudie le génie chimique à l'Université de Niigata ; elle est nommée chercheuse spéciale et prête son image à la section pharmacie à partir d'avril 2015. Le groupe a participé à l'album hommage à Māya Sakamoto Request sorti le même mois, pour le 20e anniversaire de sa carrière ; les filles interprètent une reprise de sa chanson Platinum dans cet album.
En mai 2015, Nao☆ effectue le premier lancer protocolaire avant un match de baseball au Hard Off Eco Stadium à Niigata. Negicco a participé à Culture City of East Asia à Cheongju, en Corée du Sud, en mai 2015. Les filles sont nommées ambassadrices de Niigata pour cet événement culturel.
Elles annoncent pour autant prendre part en tant qu’invitées au concert Perfume Fes 2015 ~3-nin Matsuri~  du groupe Perfume au Nippon Budokan en septembre 2015.
Les Negicco ont participé à Culture City of East Asia à Cheongju, en Corée du Sud, en mai 2015. Les filles ont été nommées ambassadrices de Niigata pour cet événement culturel.
Elles ont pris part en tant qu'invitées au Perfume Fes 2015 ~3-nin Matsuri~ (Perfume Fes!! 2015 〜三人祭〜) du groupe Perfume au Nippon Budokan en septembre 2015. Peu après, Kaede s'est produite en solo lors d'un live acoustique à Tokyo en septembre 2015 pour célébrer son anniversaire.
Une nouvelle version du single Attōteki na Style -NEGiBAND ver.- (圧倒的なスタイル) est sortie en décembre 2015.
Les membres des Especia ainsi que Mei et Yumi des Lyrical School font une apparition spéciale dans le clip vidéo du single Mujun, Hajimemashita. en vente en mars 2016.
Le troisième album des Negicco Tea for Three est sorti en mai 2016.
Les membres du groupe d'idoles sont apparues dans le clip vidéo de Junjō Ecstasy du groupe Kikenbi Challenge Girls! et de DJ Yatsui Ichirō (DJやついいちろう) en juin 2016.
Dans le clip du 21e single des Negicco Ai, Kama Shitai no sorti en décembre 2016, les chanteuses prennent goût à la vie chinoise et portent des qipaos.
Le 31 décembre 2016, Negicco s'associé'es avec le groupe d'idoles Shiritsu Ebisu Chūgaku en sortant le clip de la chanson Ebinegi All Right! ; la chanson a été faite pour célébrer le concert que les deux groupes effectueront ensemble le 3 janvier suivant.
Megu débute en solo avec son single Ame no Naka de (雨の中で) le 3 juin 2017.
Les Negicco sortent leur deuxième compilation en juillet suivant.
Après Megu, c'est au tour de Kaede de sortir son propre single le 17 septembre 2017 ; celui-ci s'intitule Ano Musume ga Kurasu Machi (Made Ato Dorekurai?) (あの娘が暮らす街（まであとどれくらい？）). Est sorti le 13 septembre le clip officiel.

## Membres

### Membres actuels
- Nao☆ (なお☆?) : née le 10 avril 1988 (36 ans)
- Megu (めぐ?) : née le 3 juin 1989 (35 ans)
- Kaede (かえで?) : née le 15 septembre 1991 (33 ans)

### Ex-membres
- Miku (みく?) : née le 10 février 1991 (34 ans). Elle quitte le groupe le 26 novembre 2006.
- Misaki (みさき?) : née le 7 juin 1990 (34 ans). Elle remplace Miku en décembre 2006 et quitte le groupe le 30 avril 2008.

## Discographie

### Albums
| #            | Titre de l'album           | En japonais / Typographie  | Date de sortie  | Label             |             |             |             |             |             |             |             |
| Mini-albums  | Mini-albums                | Mini-albums                | Mini-albums     | Mini-albums       | Mini-albums | Mini-albums | Mini-albums | Mini-albums | Mini-albums | Mini-albums | Mini-albums |
| ------------ | -------------------------- | -------------------------- | --------------- | ----------------- | ----------- | ----------- | ----------- | ----------- | ----------- | ----------- | ----------- |
| 1            | Get It On!                 | Get It On!                 | 20 juillet 2011 | T-Palette Records |             |             |             |             |             |             |             |
| Compilation  |                            |                            |                 |                   |             |             |             |             |             |             |             |
| 1            | Negicco 2003-2012 ~Best~   | Negicco 2003~2012 -BEST-   | 22 février 2012 | T-Palette Records |             |             |             |             |             |             |             |
| 2            | Negicco 2011-2017 ~Best~ 2 | Negicco 2011~2017 -BEST- 2 | 20 juillet 2017 | T-Palette Records |             |             |             |             |             |             |             |
| Album studio |                            |                            |                 |                   |             |             |             |             |             |             |             |
| 1            | Melody Palette             | Melody Palette             | 17 juillet 2013 | T-Palette Records |             |             |             |             |             |             |             |
| 2            | Rice & Snow                | Rice & Snow                | 20 janvier 2015 | T-Palette Records |             |             |             |             |             |             |             |
| 3            | Tea for Three              | ティー・フォー・スリー     | 24 mai 2016     | T-Palette Records |             |             |             |             |             |             |             |

### Singles
| #                       | Titre du single   | En japonais / Typographie                | Date de sortie                  | Label                                 |
| Singles                 | Singles           | Singles                                  | Singles                         | Singles                               |
| ----------------------- | ----------------- | ---------------------------------------- | ------------------------------- | ------------------------------------- |
| 1                       | 27 octobre 2004   | Koi Suru Negikko Musume                  | 恋するねぎっ娘                  | Tokuma Promotion                      |
| 2                       | 25 janvier 2006   | Falling Stars                            | Falling Stars                   | Tokuma Promotion                      |
| 3                       | ??/??/2006        | Bokura wa Tomodachi                      | 僕らはともだち                  | ICO Promotion                         |
| 4                       | ??/??/2007        | Earth                                    | Earth                           | Japan Agricultural Cooperatives Group |
| 5                       | ??/??/2008        | Summer Breeze                            | Summer Breeze                   | Japan Agricultural Cooperatives Group |
| 6                       | ??/??/2008        | Attōteki na Style                        | 圧倒的なスタイル                | Japan Agricultural Cooperatives Group |
| 7                       | 25 février 2009   | Ano Sora e                               | アノソラヘ                      | Japan Agricultural Cooperatives Group |
| 8                       | 10 septembre 2010 | Negisama! Bravo☆                         | ネギさま！ Bravo☆               | Japan Agricultural Cooperatives Group |
| 9                       | 9 juillet 2010    | Plastic☆Star                             | プラスちっく☆スター             | U's Music                             |
| 10                      | 2 novembre 2011   | Koi no Express Train                     | 恋の Express Train              | T-Palette Records                     |
| 11                      | 20 juin 2012      | Anata to Pop with You!                   | あなたとPop With You!           | T-Palette Records                     |
| 12                      | 13 février 2013   | Ai no Tower of Love                      | 愛のタワー・オブ・ラヴ          | T-Palette Records                     |
| 13                      | 29 mai 2013       | Idol Bakari Kikanaide                    | アイドルばかり聴かないで        | T-Palette Records                     |
| 14                      | 6 novembre 2013   | Tokimeki no Headliner                    | ときめきのヘッドライナー        | T-Palette Records                     |
| 15                      | 16 avril 2014     | Triple! Wonderland                       | トリプル！Wonderland            | T-Palette Records                     |
| 16                      | 22 juillet 2014   | Sunshine Nihonkai                        | サンシャイン日本海              | T-Palette Records                     |
| 17                      | 2 décembre 2014   | Hikari no Spur                           | 光のシュプール                  | T-Palette Records                     |
| 18                      | 11 août 2015      | Nee Vardia                               | ねぇバーディア                  | T-Palette Records                     |
| 19                      | 25 décembre 2015  | Attōteki na Style -NEGiBAND ver.-        | 圧倒的なスタイル-NEGiBAND ver.- | T-Palette Records                     |
| 20                      | 29 mars 2016      | Mujun, Hajimemashita                     | 矛盾、はじめました。            | T-Palette Records                     |
| 21                      | 20 décembre 2016  | Ai, Kama Shitai no                       | 愛、かましたいの                | T-Palette Records                     |
| 22                      | 8 février 2018    | Calypso Musume ni Hanataba wo            | カリプソ娘に花束を              | T-Palette Records                     |
| Single en collaboration |                   |                                          |                                 | T-Palette Records                     |
| 20                      | 21 mars 2012      | Kanzen Kōryaku (par "Negicco × hy4 4yh") | 完全攻略                        |                                       |

## Anecdotes
- L'étoile du prénom Nao☆ fait partie intégrante de celui-ci[11].
- Megu est aussi DJ, elle se fait alors nommer DJ Megu.
- Le single Tokimeki no Headliner est diffusé sur la chaîne télévisée Française Nolife depuis le 11 janvier 2014.
- À leurs débuts, le producteur des Negicco a changé d'activité. C'est un fan, surnommé Connie, qui depuis produit principalement leurs musiques. Connie n'est pas producteur de métier, il produit sur son temps de loisirs.
- Les Negicco organisent des concerts nommés NegiRoad, principalement à Tokyo et Niigata, où plusieurs artistes sont invités.